# مرگ‌ها در سپتامبر ۲۰۲۰
مرگ‌ها در سپتامبر ۲۰۲۰ آنچه در پی می‌آید فهرست افراد سرشناسی است که در سپتامبر ۲۰۲۰ درگذشته‌اند.
- در هر عنوان به‌ترتیب نام شخص، سن، دلیل سرشناسی، ملیت، علت مرگ، و منبع آمده‌است.

## سپتامبر
مرگ‌ها در سپتامبر ۲۰۲۰ آنچه در پی می‌آید فهرست افراد سرشناسی است که در سپتامبر ۲۰۲۰ درگذشته‌اند.

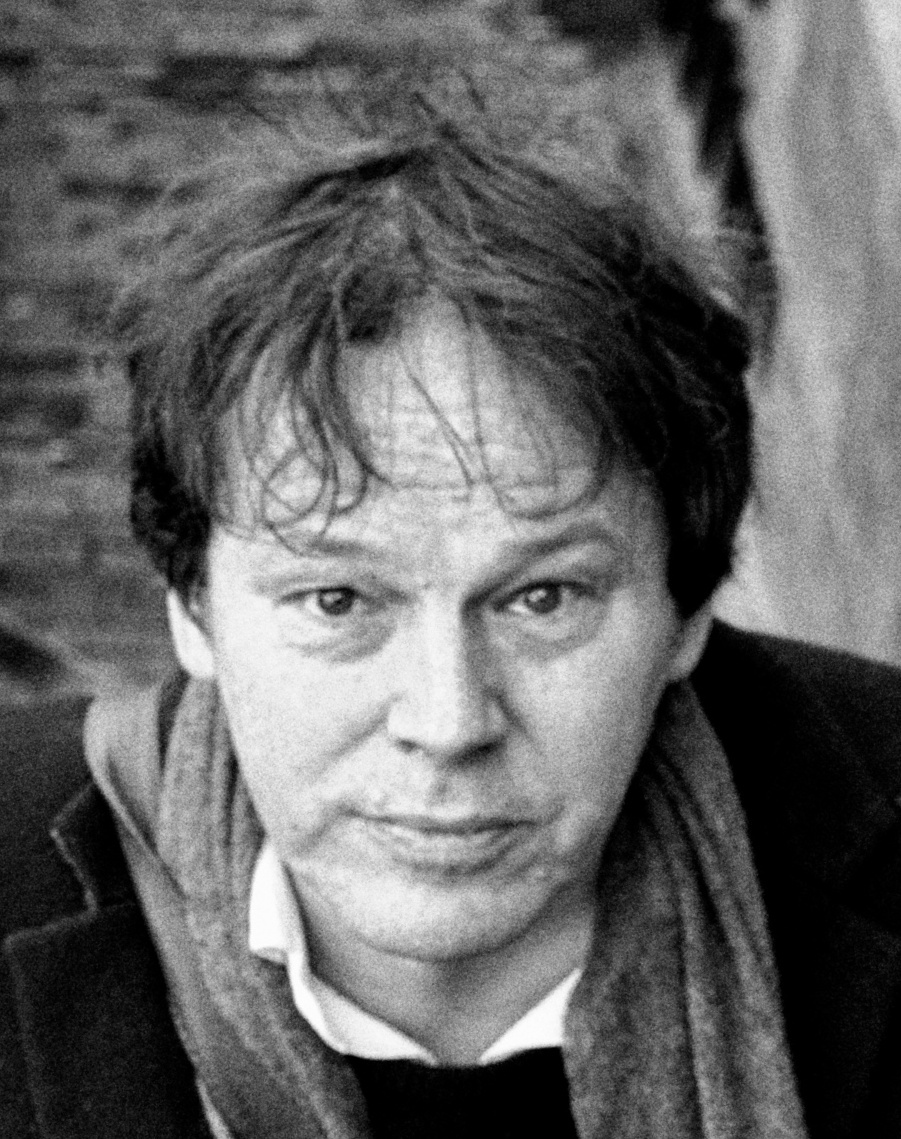
دیوید گریبر

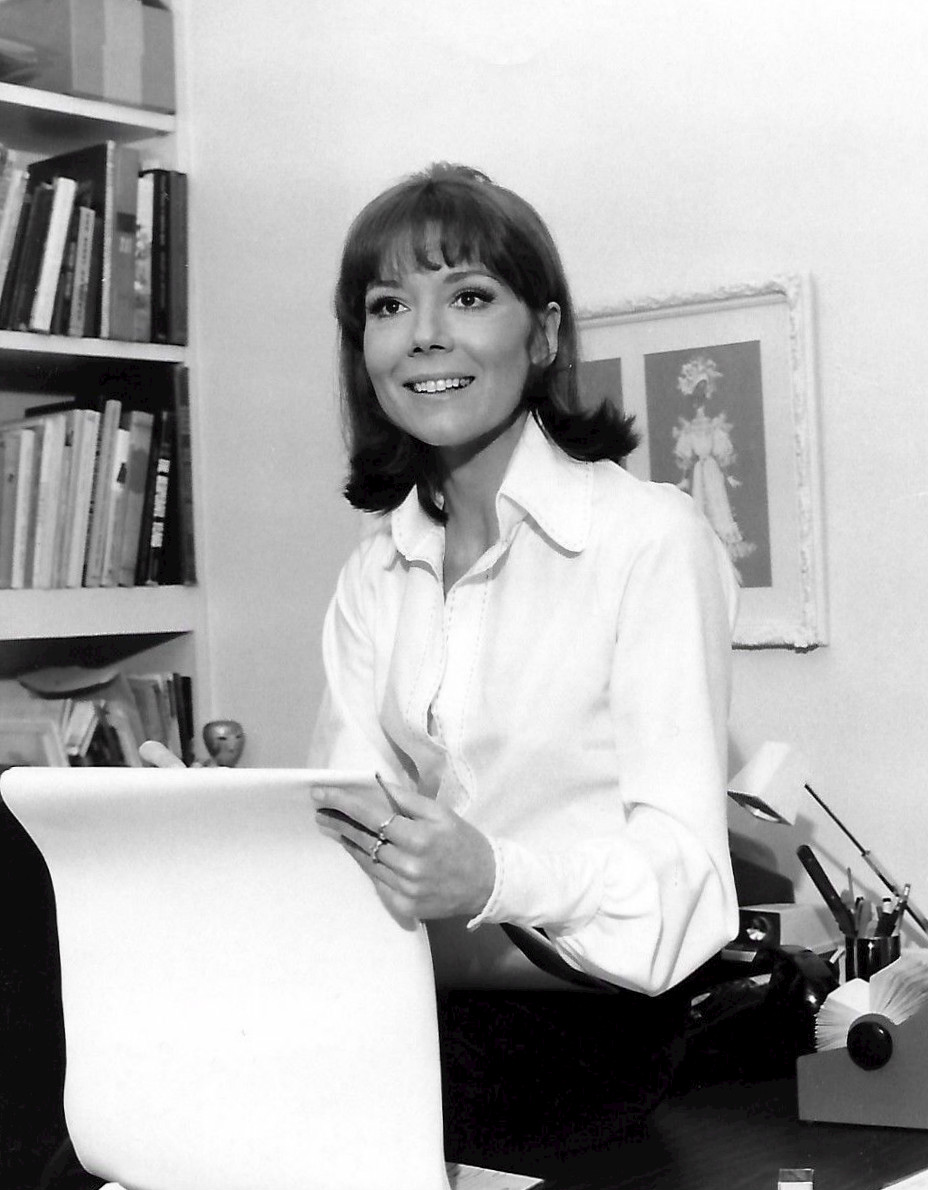
دایانا ریگ

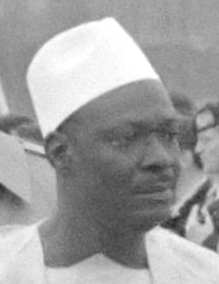
موسی ترائوره

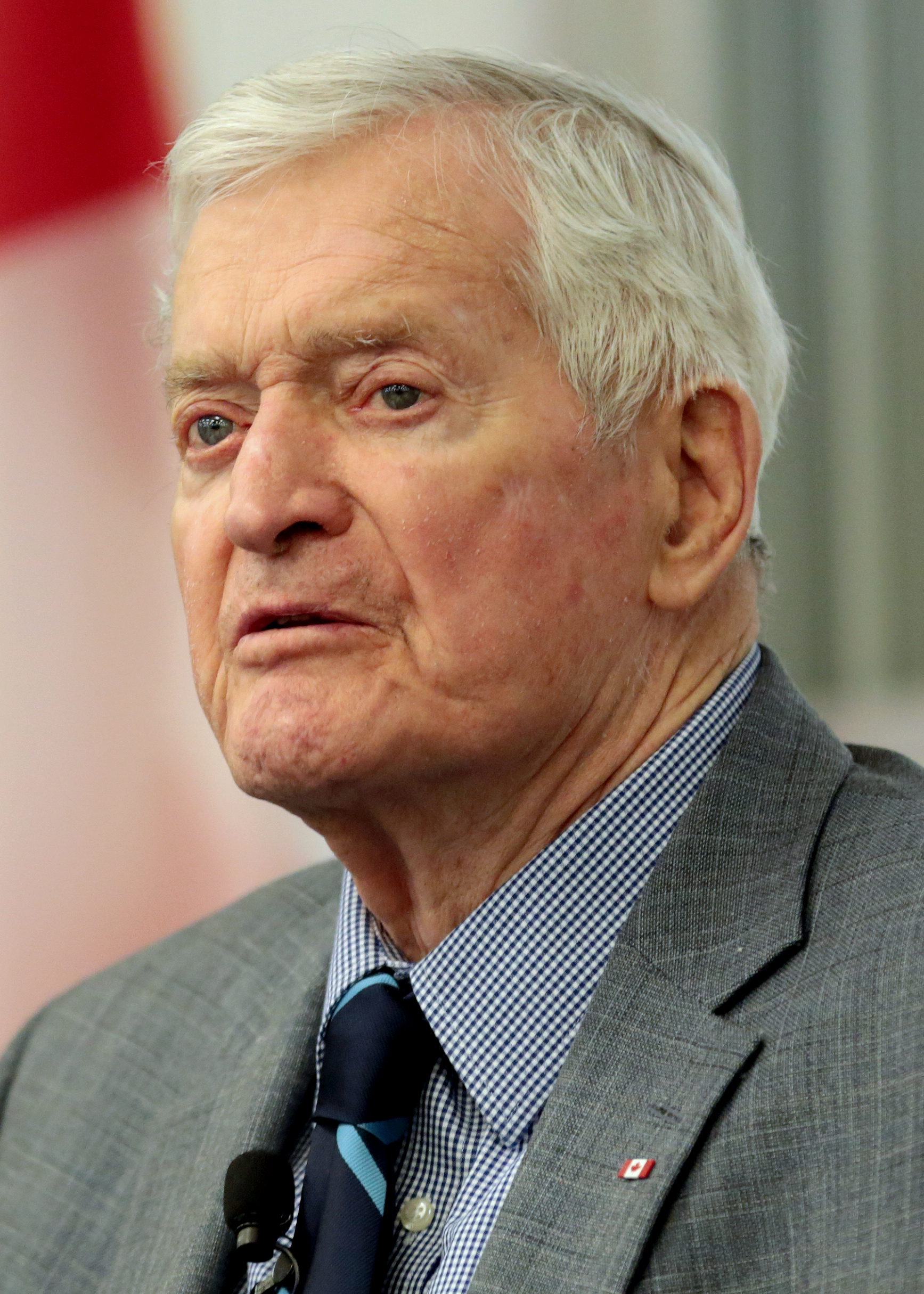
جان ترنر

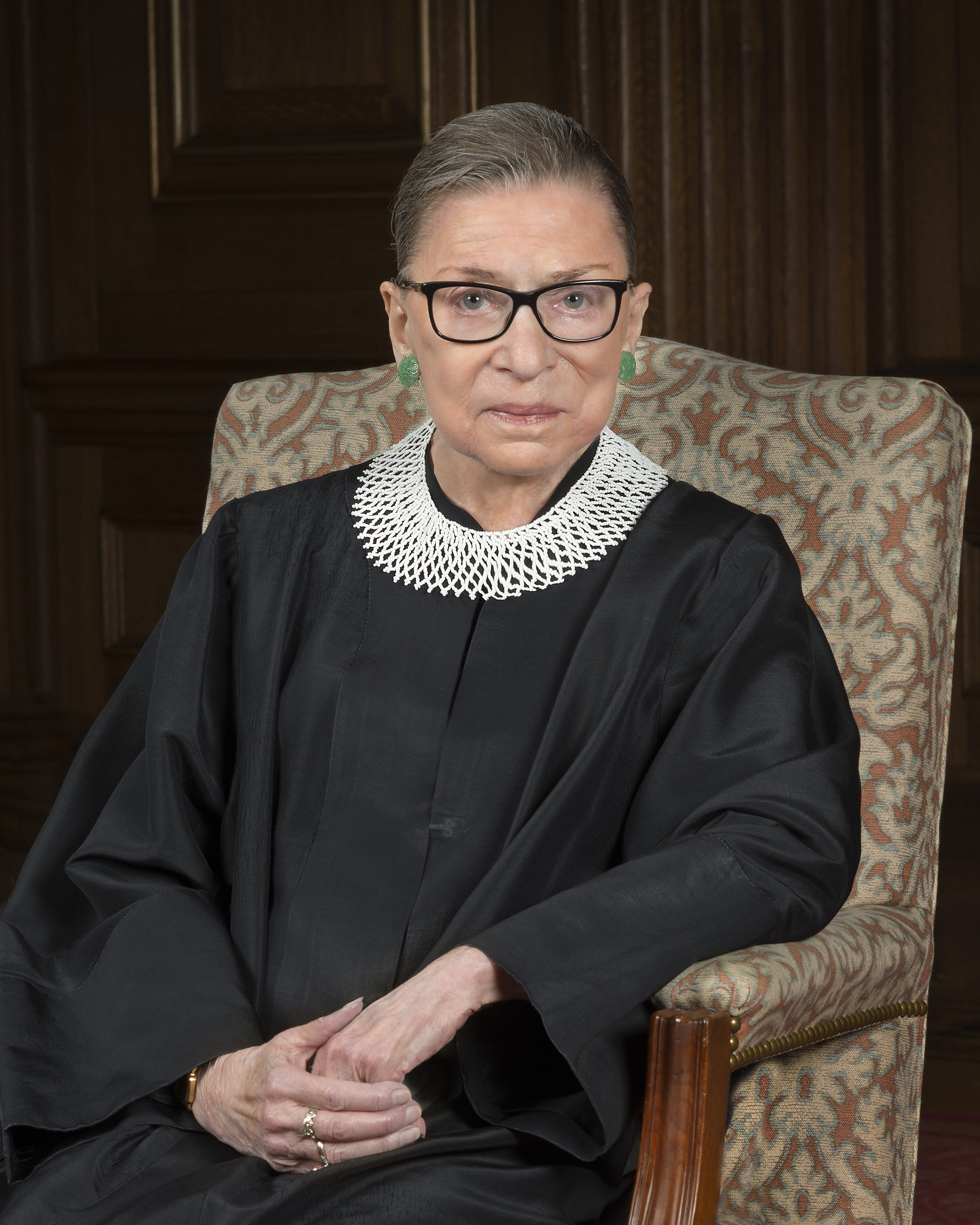
روث بیدر گینزبرگ

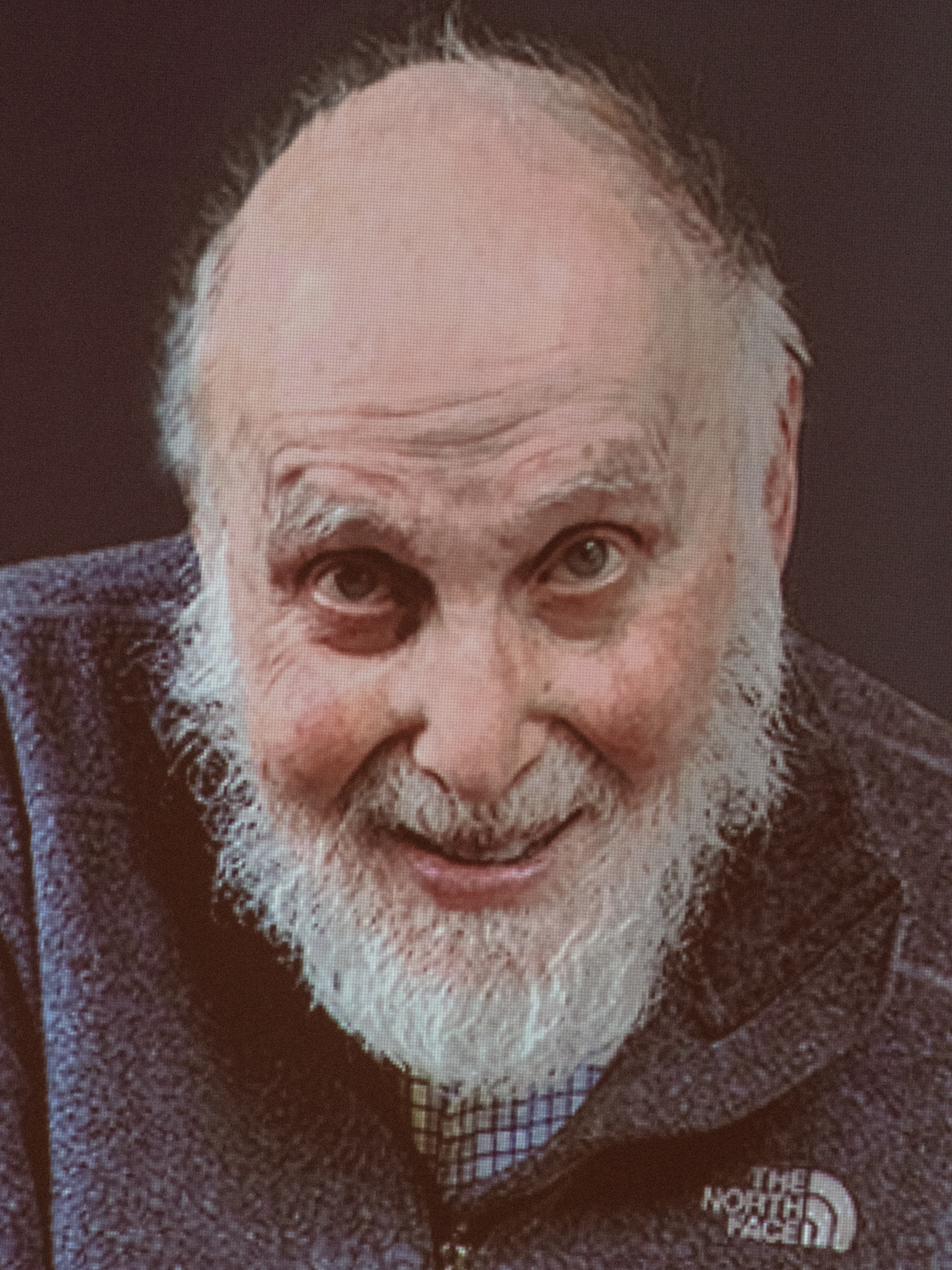
آرتور اشکین

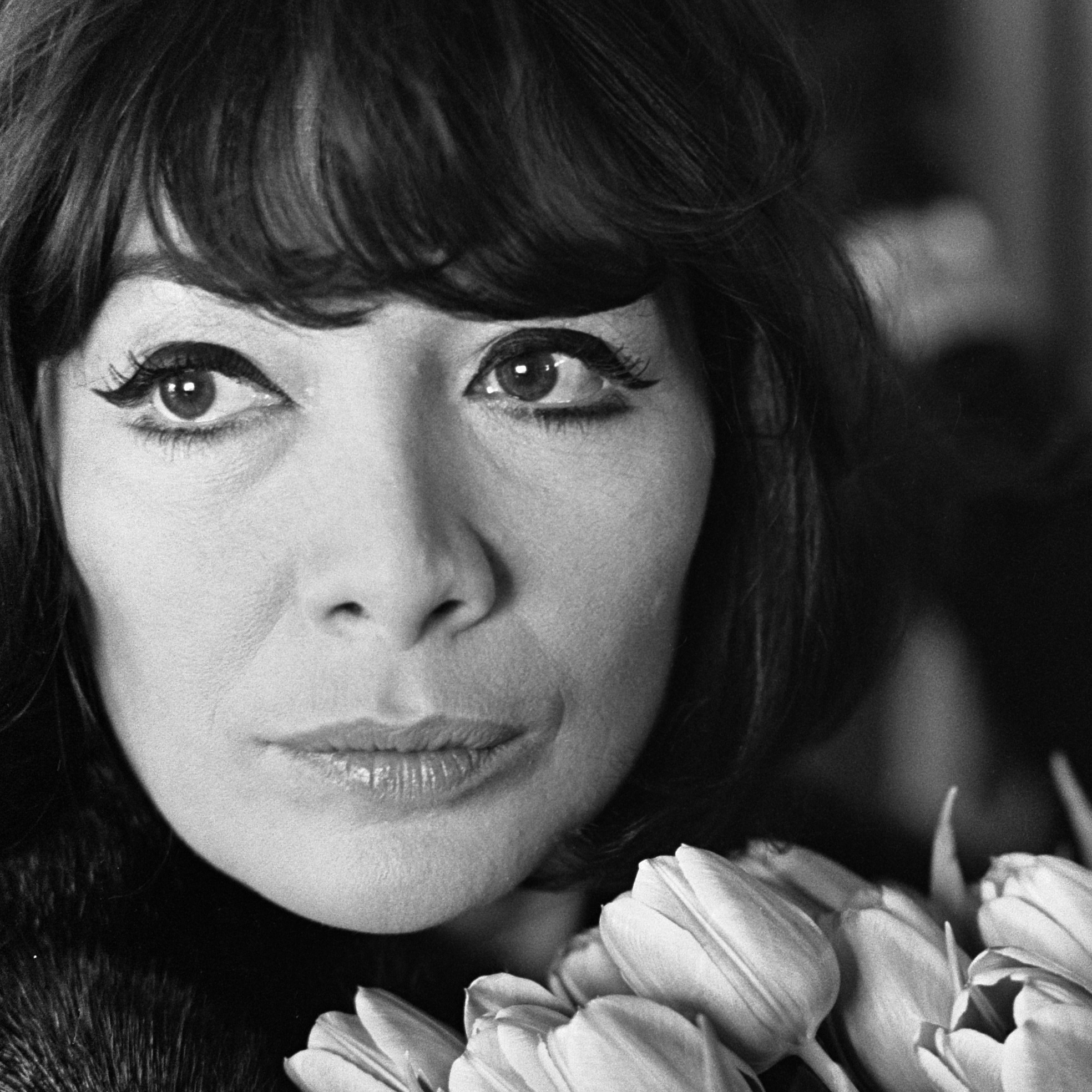
ژولیت گرکو

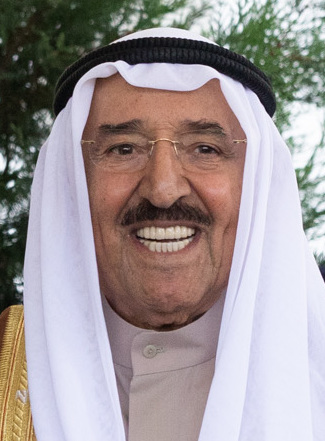
صباح احمد جابر صباح

### ۱
- اریک موریلیو، ۴۹، دی‌جی، تهیه‌کننده موسیقی و ناشر موسیقی اهل ایالات متحده آمریکا.[۱]
- جان ناجاریان، ۹۲، پزشک ارمنی‌تبار اهل ایالات متحده آمریکا.[۲]

### ۲
- دیوید گریبر، ۵۹، انسان‌شناس، فعال آنارشیست و نویسنده اهل ایالات متحده آمریکا.[۳]
- ویلیام یورزایک، ۸۷، شناگر اهل ایالات متحده آمریکا.[۴]

### ۳
- بیرول اونل، ۵۹، هنرپیشه، بازیگر سینما، و بازیگر تئاتر ترک‌تبار اهل آلمان.[۵]
- فلیکس سوارس کولومو، ۶۹، دوچرخه‌سوار اهل اسپانیا.[۶]

### ۴
- آنی کوردی، ۹۲، هنرپیشه و خواننده اهل بلژیک.[۷]
- جو ویلیامز، ۸۵، پزشک و سیاستمدار اهل جزایر کوک، نخست‌وزیر (۱۹۹۹) بر اثر بیماری کروناویروس ۲۰۱۹.[۸]

### ۵
- یرژی منتسل، ۸۲، هنرپیشه و کارگردان اهل جمهوری چک.[۹]

### ۶
- دراگولیوب اویدانیچ، ۷۹، ژنرال ارتش اهل صربستان.[۱۰]
- واژان جونز، ۶۷، ریاضی‌دان اهل نیوزیلند.[۱۱]
- کوین دابسن، ۷۷، هنرپیشه و کارگردان اهل ایالات متحده آمریکا بر اثر سکته قلبی.[۱۲]
- آنیتا لیندبلوم، ۸۲، هنرپیشه اهل سوئد.[۱۳]

### ۷
- برنی آلدر، ۹۴، فیزیک‌دان اهل ایالات متحده آمریکا.[۱۴]
- عبدالقادر باجمال، ۷۴، سیاستمدار اهل یمن، نخست‌وزیر (۲۰۰۱–۲۰۰۷).[۱۵]

### ۸
- رونالد هاروود، ۸۵، نویسنده، فیلم‌نامه‌نویس و نمایشنامه‌نویس اهل آفریقای جنوبی.[۱۶]

### ۹
- رولند بل، ۶۸، خواننده و ترانه‌سرا اهل ایالات متحده آمریکا.[۱۷]

### ۱۰
- طیفور بطحایی، ۷۳، نویسنده، فیلمساز، فعال سیاسی چپ کرد، اهل ایران، بر اثر سرطان.[۱۸]
- دایانا ریگ، ۸۲، بازیگر اهل انگلستان، بر اثر سرطان.[۱۹]

### ۱۱
- کریستیان پونسله، ۹۲، سیاستمدار اهل فرانسه.[۲۰]
- ناظم شاکر، ۶۱، بازیکن فوتبال اهل عراق، بر اثر بیماری کروناویروس ۲۰۱۹.[۲۱]
- روژه کارل، ۹۳، هنرپیشه اهل فرانسه.[۲۲]
- اولاف هولمستروپ، ۸۹، دوچرخه‌سوار اهل دانمارک.[۲۳]

### ۱۲
- نوید افکاری، ۲۷، کشتی‌گیر و معترض اهل ایران، اعدام.[۲۴]
- باربارا جفورد، ۹۰، هنرپیشه اهل بریتانیا.[۲۵]
- یوسف صانعی، ۸۲، مرجع تقلید و سیاستمدار اهل ایران، بر اثر نارسایی کلیه.[۲۶]

### ۱۳
- جان فریس، ۷۱، شناگر اهل ایالات متحده آمریکا، بر اثر سرطان ریه.[۲۷]

### ۱۴
- ال کاشا، ۸۳، آهنگساز و ترانه‌سرای اهل ایالات متحده آمریکا.[۲۸]
- ویلیام اچ. گیتس، ۹۴، وکیل اهل ایالات متحده آمریکا.[۲۹]

### ۱۵
- موسی ترائوره، ۸۳، سیاستمدار اهل مالی، رئیس‌جمهور (۱۹۶۸–۱۹۹۱).[۳۰]
- مومچیلو کراییشناک، ۷۵، سیاستمدار اهل بوسنی و هرزگوین، بر اثر بیماری کروناویروس ۲۰۱۹.[۳۱]

### ۱۶
- انریکه ایرازوکی، ۷۶، هنرپیشه اهل اسپانیا.[۳۲]
- احمد بن صالح، ۹۴، سیاستمدار اهل تونس.[۳۳]

### ۱۷
- حسن عاشور، ۸۲، بازیکن و مربی فوتبال اهل الجزایر.[۳۴]
- وینستون گروم، ۷۷، رمان‌نویس اهل ایالات متحده آمریکا.[۳۵]
- رابرت دبلیو گور، ۸۳، مهندس و مخترع اهل ایالات متحده آمریکا.[۳۶]

### ۱۸
- جان ترنر، ۹۱، سیاستمدار اهل کانادا، نخست‌وزیر (۱۹۸۴).[۳۷]
- روث بیدر گینزبرگ، ۸۷، قاضی اهل ایالات متحده آمریکا، بر اثر سرطان لوزالمعده.[۳۸]

### ۱۹
- کاروی فاتر، ۸۰، بازیکن فوتبال اهل مجارستان.[۳۹]
- دونالد کندال، ۹۹، کارآفرین، بازرگان و مدیر ارشد اجرایی اهل ایالات متحده آمریکا.[۴۰]

### ۲۰
- خراردو برا، ۷۳، کارگردان، هنرپیشه و طراح لباس و صحنه اهل اسپانیا، بر اثر بیماری کروناویروس ۲۰۱۹.[۴۱]
- مایکل چاپمن، ۸۴، مدیر فیلم‌برداری و کارگردان اهل ایالات متحده آمریکا.[۴۲]

### ۲۱
- جکی استالونه، ۹۸، ستاره‌شناس اهل ایالات متحده آمریکا.[۴۳]
- آرتور اشکین، ۹۸، فیزیک‌دان اهل ایالات متحده آمریکا، برنده نوبل (۲۰۱۸).[۴۴]
- مایکل لونزدل، ۸۹، هنرپیشه اهل فرانسه.[۴۵]

### ۲۲
- میشائیل گویسدک، ۷۸، هنرپیشه و کارگردان اهل آلمان.[۴۶]
- فری لیسن، ۷۰، رئیس فستیوال اهل بلژیک.[۴۷]

### ۲۳
- ژولیت گرکو، ۹۳، خواننده و هنرپیشه اهل فرانسه.[۴۸]
- حسن ممدوحی، ۸۱، نماینده کرمانشاه در مجلس خبرگان رهبری در دوره چهارم، عضو جامعه مدرسین حوزه علمیه قم، بیماری اعلام نشده.[۴۹]
- ایوان وربلی، ۸۲، هنرپیشه و کمدین اهل مجارستان.[۵۰]

### ۲۵
- گوران پاسکالیویچ، ۷۳، کارگردان اهل صربستان.[۵۱]

### ۲۷
- یوری اورلوف، ۹۶، فیزیک‌دان هسته‌ای زاده روسیه اهل ایالات متحده آمریکا.[۵۲]
- جان دی بارو، ۶۷، کیهان‌شناس، فیزیک‌دان نظری و ریاضی‌دان اهل انگلستان، بر اثر سرطان روده بزرگ.[۵۳]
- یوکو تاکه‌اوچی، ۴۰، هنرپیشه اهل ژاپن.[۵۴]
- جاسوانت سینگ، ۸۲، سیاست‌مدار اهل هند.[۵۵]
- ولفگانگ کلمنت، ۸۰، سیاست‌مدار اهل آلمان، بر اثر سرطان ریه.[۵۶]

### ۲۹
- سیلوا باتوتا، ۸۰، بازیکن فوتبال اهل برزیل.[۵۷]
- تیموتی ری براون، ۵۴، نخستین فرد درمان شده بیماری ایدز اهل ایالات متحده آمریکا، بر اثر سرطان خون.[۵۸]
- مک دیویس، ۷۸، خواننده موسیقی کانتری، ترانه‌سرا و بازیگر اهل ایالات متحده آمریکا.[۵۹]
- هلن ردی، ۷۸، موسیقی‌دان اهل ایالات متحده آمریکا.[۶۰]
- صباح احمد جابر صباح، ۹۱، سیاستمدار اهل کویت، امیر (پس از ۲۰۰۶)، نخست‌وزیر (۲۰۰۳–۲۰۰۶).[۶۱]

### ۳۰
- علی بوزر، ۹۵، سیاستمدار اهل ترکیه، نخست‌وزیر (۱۹۸۹)، وزیر امور خارجه (۱۹۹۰)، بر اثر بیماری کروناویروس ۲۰۱۹.[۶۲]
- کینو، ۸۸، کاریکاتوریست آرژانتینی اسپانیایی‌تبار.[۶۳]